# Batalla de Maastricht
La captura de Maastricht fou una de les primeres batalles de l'ofensiva alemanya al Front Occidental. Era una ciutat clau per tal de capturar el fort d'Eben-Emael a Bèlgica i així seccionar els exèrcits aliats en dos.

## Preludi
Els alemanys havien d'obrir una ruta fàcil cap a França per a les seves divisions Panzer. Per això havien de capturar els tres ponts (un d'ells per a trens) que creuaven el riu Mosa intactes; així doncs enviaren equips de sapadors camuflats de civils per a sabotejar les càrregues explosives instal·lades als ponts. Aquests però, foren detectats i capturats; els que intentaren fugir foren abatuts pels soldats holandesos.

## Batalla

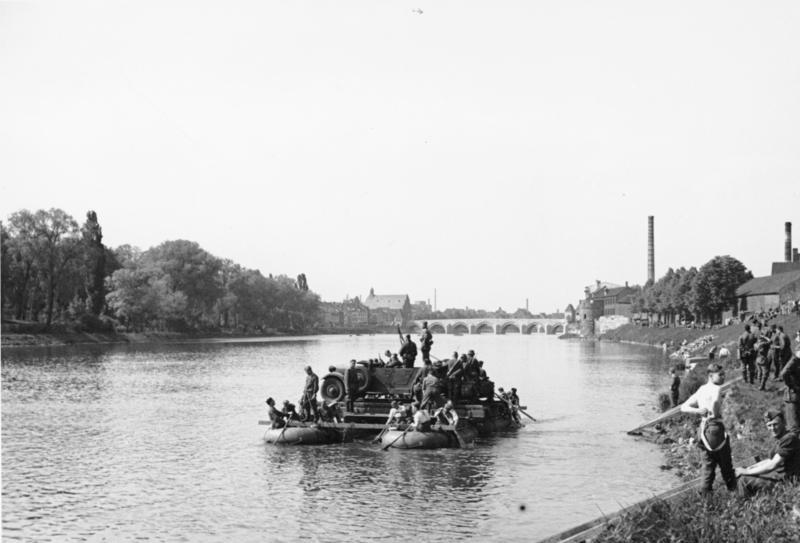
Alemanys creuant el Mosa el 10 de maig de 1940

La presa de Borgharen, al nord de Maastricht era una de les infraestructures que no podien ser enderrocades. Per a protegir la presa els neerlandesos estacionaren una secció d'infanteria; a més a més, a la vora del pont una casamata amb metralladores cobria la riba del riu. A la matinada, una patrulla d'infanteria motoritzada alemanya de l'escamot de Hocke s'apropà fins al punt de guàrdia més tombant a l'est. Els neerlandesos els aturaren i feren presoners a quatre; els altres dos pogueren fugir. El sergent neerlandès que comandava la unitat, bo i creient que n'arribarien més ordenà als seus soldats que romanguessin a l'aguait. Ben aviat començaren a aparèixer més alemanys amb motocicletes. Esperaren fins que s'aproparen més i quan ja eren a tan sols 50 metres de les seves posicions començaren a disparar amb tota la potència de foc disponible (els fusells dels soldats i dues metralladores). Els alemanys s'hagueren de retirar però al cap i a la fi els defensors maldaren per recular cap a la presa pels creixents reforços alemanys que els superaven en nombre i en armament. A la presa els neerlandesos pogueren resistir, ara bé, l'esquadra del sud-est que defensava el vessant nord de la ciutat de Maastricht abandonà la seva posició en espatllar-se la seva metralladora. Aquest buit a les defenses exteriors de la ciutat l'envaïren ben aviat els alemanys que s'entestaven a capturar la presa.
La 4. Panzerdivision havia trobat resistència a Gulpen, la qual cosa provocà que perdessin hores en arribar. Una columna de la divisió des del sud en trobar-se el camí lliure d'obstacles va poder avançar lliurement, així doncs sorprengué les defenses exteriors de la ciutat a Heugen. Aquí se'ls havia barrat el pas de la carretera amb barricades com havien ordenat els comandaments. La unitat que defensava la posició s'havia enretirat a l'altra riba del Mosa, car sabien que el perímetre defensiu de la ciutat havia estat sobrepassat.
Ara per ara la rereguarda de les tropes defensores del perímetre exterior havien d'aturar l'avenç de les tropes alemanyes. Les tropes mecanitzades del "Battalion Zum Besonderen Verwendung 100" (Btlzb V 100) avançaven ràpidament vers els tres ponts vitals per creuar el Mosa. Un dels grups de rereguarda equipat amb dos fusells antitancs de 20 mm defensava el carrer d'Akker (Akkerstraat) al costat de l'estació. Quan s'apropà la columna alemanya els neerlandesos, malgrat l'intens foc alemany tocaren els dos primers cotxes cuirassats, bo i obstaculitzant el pas del carrer als altres. Tot seguit el sergent que comandava els vint neerlandesos ordenà als seus homes que es retiressin cap a l'altra riba del Mosa. En aparèixer els primers vehicles alemanys de la 4a Divisió Panzer i del Btlzb100 al pont de Sint Servaasbrug els neerlandesos van fer esclatar les càrregues explosives. Quinze minuts després feien volar el pont de Wilhelminabrug.
En aquells moments tan sols el pont per als trens romania intacte i només un grapat de soldats neerlandesos el protegien (35 soldats); era el darrer pas per on les tropes mecanitzades alemanyes podrien travessar el riu. D'antuvi aturaren una estona els atacs alemanys (l'escamot del tinent Hocke) i alguns moriren durant l'assalt degut a l'intens foc de les metralladores i els fusells antitancs neerlandesos. Ben aviat però els neerlandesos retrocediren cap al pont, abaixaren la porta del pont, instal·laren les càrregues explosives i les activaren. Immediatament després que els alemanys comencessin a creuar el pont tot el pont s'enfonsà a les aigües del riu emportant-se el valent tinent Hocke i alguns dels seus homes. Els neerlandesos, un cop tots els ponts foren destruïts tan sols havien de mantenir les seves posicions i resistir com més temps millor.
Al sud de Maastricth un grup amb cinc metralladores pesades i algunes altres lleugeres certament van desfer completament una columna de reconeixement de la 4a. Divisió Panzer destruint bastants vehicles; conseqüentment no pogueren atacar les barricades del WestBank que altrament van poder evitar l'avenç de la infanteria alemanya que intentava travessar el riu en petits raids i motores inflables.
Petites unitats de soldats neerlandesos s'acarnissaren amb els alemanys arran dels ponts. S'havien instal·lat en un bon grapat de punts estratègics com ara el grup de franctiradors a la torre de pedra del pont. Quan els alemanys instal·laren un canó antitancs vora el riu apuntant cap al carrer de Servaasbrug els neerlandesos no esperaren gaire i tal dit tal fet, aniquilaren tota la dotació; i encara més, una altra dotació també caigué. Els defensors també obriren foc contra les llanxes inflables rebentant-les i matant els seus tripulants. Tot seguit els alemanys abandonaren la posició.
No obstant això fou al pont del ferrocarril on la lluita es convertí en una verdadera carnisseria. Els pocs sobrevivents de l'esquadra del tinent Hocke i el gruix de l'exèrcit començaren l'assalt. Semblaria que poguessin avançar ràpidament; ans al contrari, els dos primers cotxes blindats que s'aproparen a la riba est del riu acabaren convertint-se en ferralla fumejant degut als canons anti tancs; fins i tot destruïren un tanc lleuger; els alemanys perderen molts soldats. No obstant ben aviat tres cotxes blindats més del BtlzbV100 arribaren. La situació dels defensors era cada cop més crítica; molts d'ells havien mort o havien estat ferits defensant la posició. En ben poca estona ja havien eliminat un dels canons antitancs. Fou llavors quan els neerlandesos contactaren amb el quarter general per conèixer quina era la seva situació. Se'ls informà que s'havien de rendir als alemanys.
El Luitenant-Kolonel Govers, el màxim comandament per a la zona de Limburg arranjà una reunió d'emergència aquella mateixa tarda. Havien descobert entre els papers d'un presoner de guerra alemanys els plans de batalla de l'exèrcit alemany. S'hi indicaven totes les posicions de les tropes alemanyes així com els seus objectius. Enveient que haurien de lluitar contra tot un exèrcit amb tan sols dues companyies d'infanteria sense cap mena de suport i que comptat i debatut, la ciutat de Maastricht no havia de sofrir gaire, es decidí aturar la resistència a l'àrea de Maastricht (eren les darreres defenses a l'àrea de Limburg). El comandant Govers anà fins a la Wilhelminabrug per entregar els papers de la rendició. Poc després les tropes neerlandeses van desposar les armes.

## Conseqüències
Se sap que els holandesos perderen al sector de Roosteren-Maastricht (la batalla del sud de Limburg) 47 homes; dos oficials, set sotsoficials i 38 soldats. En canvi les pèrdues alemanyes foren més elevades, malgrat que se'n desconeix el nombre exacte. Es considera que fins a 180-190 soldats alemanys moriren en els combats al sud de Limburg. Segons els informes posteriors a la batalla es trobaren fins a 186 cossos de soldats alemanys morts. El recompte de mitjans materials alemanys indicà com fins a 9 tancs i cotxes blindats havien sigut destruïts vora Limburg. A més a més, 10 aparells foren abatuts pels volts de Zuid-Limburg, sobretot Junkers Ju 52s i Ju 87s.
La resistència a Maastricht no provocà gaires problemes a l'exèrcit alemany i el pla de la invasió no es modificà gens ni mica.